# Florian Fritz
Pour les articles homonymes, voir Fritz.

a Compétitions nationales et continentales officielles uniquement.

b Matchs officiels uniquement.
Dernière mise à jour le 19 mai 2018.
Florian Fritz, né le 17 janvier 1984 à Sens dans l'Yonne, est un joueur international français de rugby à XV. Il a évolué pratiquement toute sa carrière au poste de centre au sein du Stade toulousain.
Il intègre le pôle espoir à Dijon puis le pôle France à Marcoussis lors de la saison 2002-2003, et après deux saisons passées au CS Bourgoin-Jallieu, il rejoint le Stade toulousain, où ses performances lui valent rapidement d'être titulaire au poste de second centre. Dès sa première saison, il dispute et remporte la finale de la Coupe d'Europe contre le Stade français en 2005. Par la suite, il remporte le Tournoi des Six Nations en 2006 et en 2007 avec le XV de France. Il est sacré champion de France avec le Stade toulousain en 2008, 2011 et 2012, et gagne une nouvelle Coupe d'Europe en 2010. Puissant et rapide, ses capacités de pénétration lui permettent de franchir les lignes défensives adverses.

## Carrière

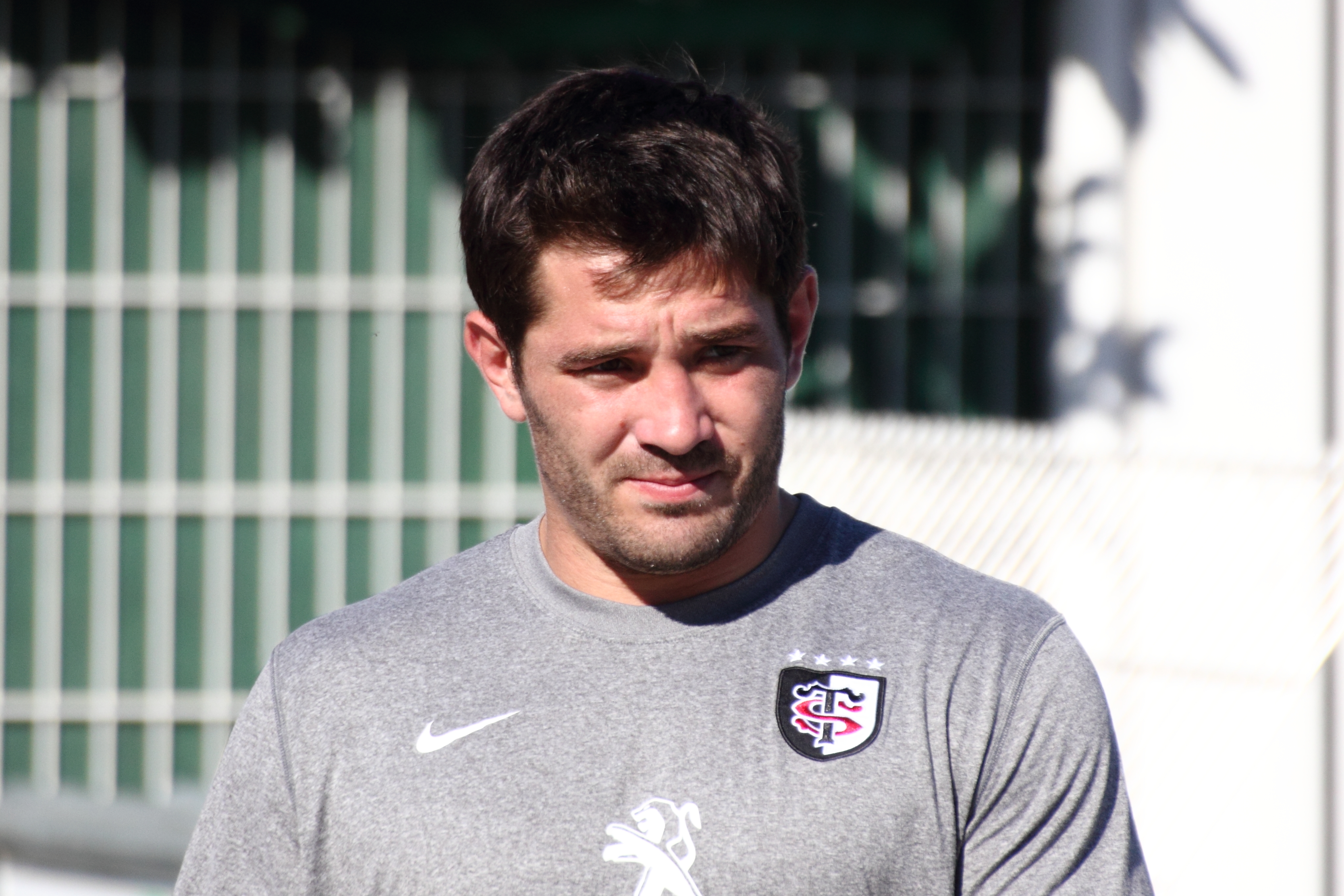
Florian Fritz pendant un entraînement avec le Stade toulousain en juillet 2011.

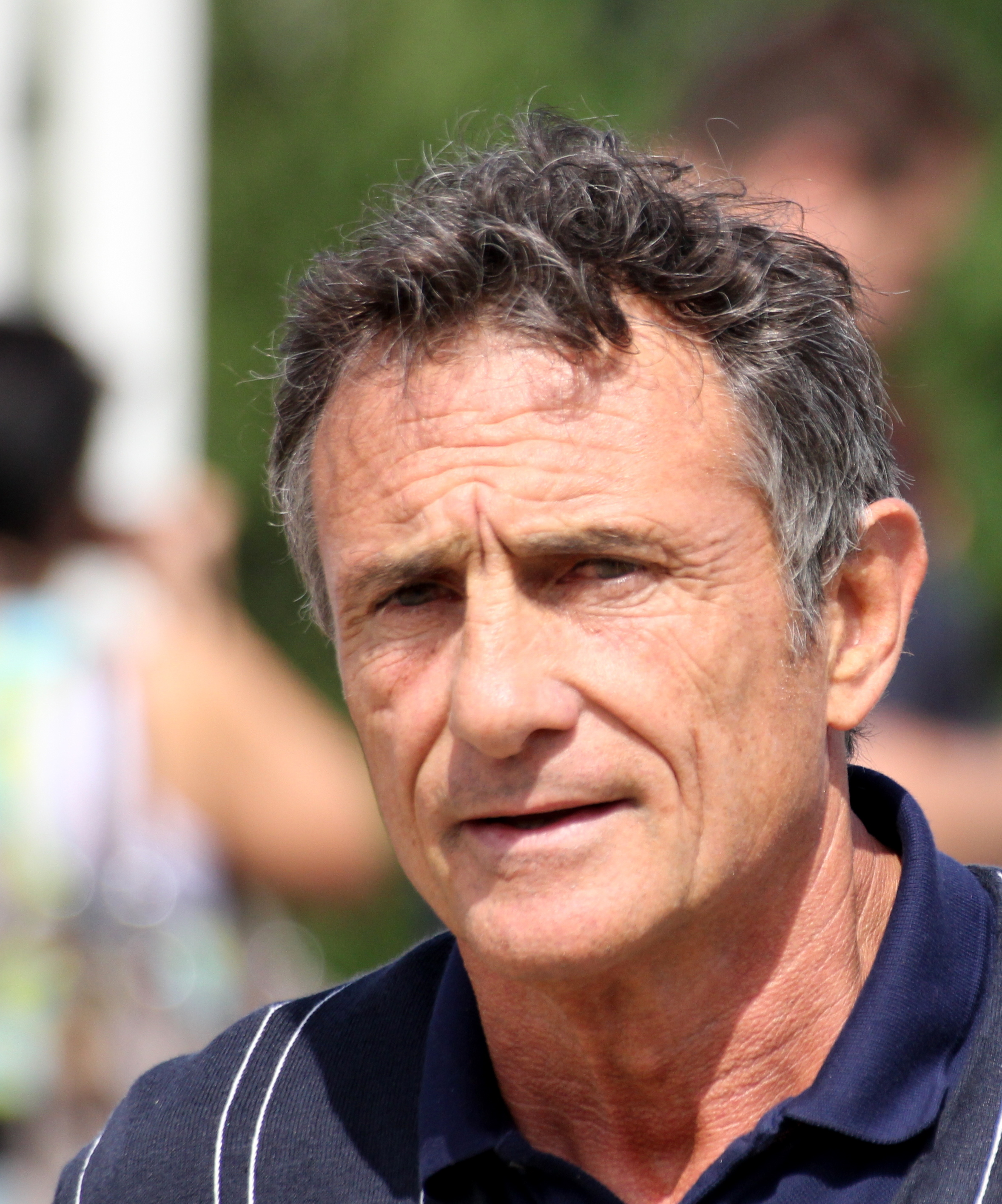
Guy Novès, ici en 2011, est le manager de Florian Fritz au Stade toulousain de 2004 à 2015.

Florian Fritz évolue de 2002 à 2004 au CS Bourgoin-Jallieu, au poste de premier centre. Il rejoint ensuite le Stade toulousain en 2004, où il joue alors majoritairement deuxième centre.

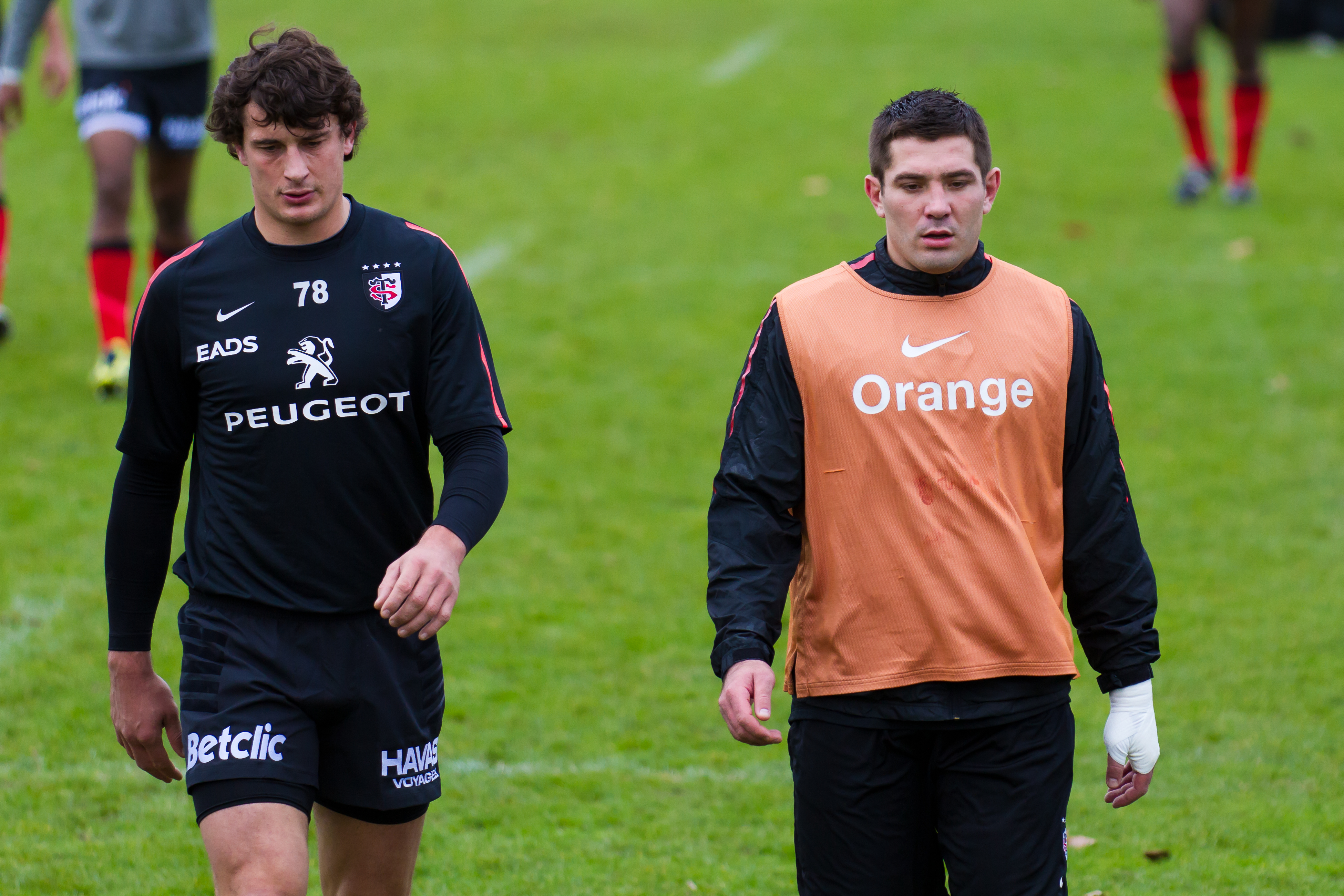
Yannick Jauzion et Florian Fritz, associés au Stade toulousain de 2004 à 2013.

En 2005, il participe à la finale de Coupe d'Europe face au Stade français au Murrayfield Stadium à Édimbourg. Il est titulaire au centre, associé à Yannick Jauzion. Les Toulousains gagnent le titre de champion d'Europe en s'imposant 18 à 12 après prolongation.
Il honore sa première cape internationale en équipe de France le 18 juin 2005 contre l'équipe d'Afrique du Sud. Il participe en 2006 à son premier Tournoi des Six Nations, durant lequel il marque deux essais : l'un dès les premières minutes du match face à l'Angleterre, le second à sept minutes de la fin contre le pays de Galles, permettant ainsi au XV de France de remporter le tournoi.
Il se blesse pendant le Tournoi des Six Nations 2007, plus particulièrement lors de la rencontre contre l'Italie. Il n'est pas sélectionné pendant la Coupe du monde 2007 et encaisse durement le coup. Il se blesse gravement au péroné lors de sa première séance d'entraînement avec le XV de France début 2008 et ne revient sous le maillot tricolore que lors de la rencontre Irlande/France du Tournoi des Six Nations 2009. Dans ce tournoi, il joue titulaire lors du match contre l'Italie et remplaçant lors du match contre l'Angleterre. Finalement, Marc Lièvremont lui préfère Mathieu Bastareaud et David Marty, mais la légitimité de ce choix est contestée, notamment par Guy Novès ou Yann Delaigue. Ludovic Ninet, entre autres, avance l'hypothèse de mauvaises relations entre le joueur et « les instances fédérales ».

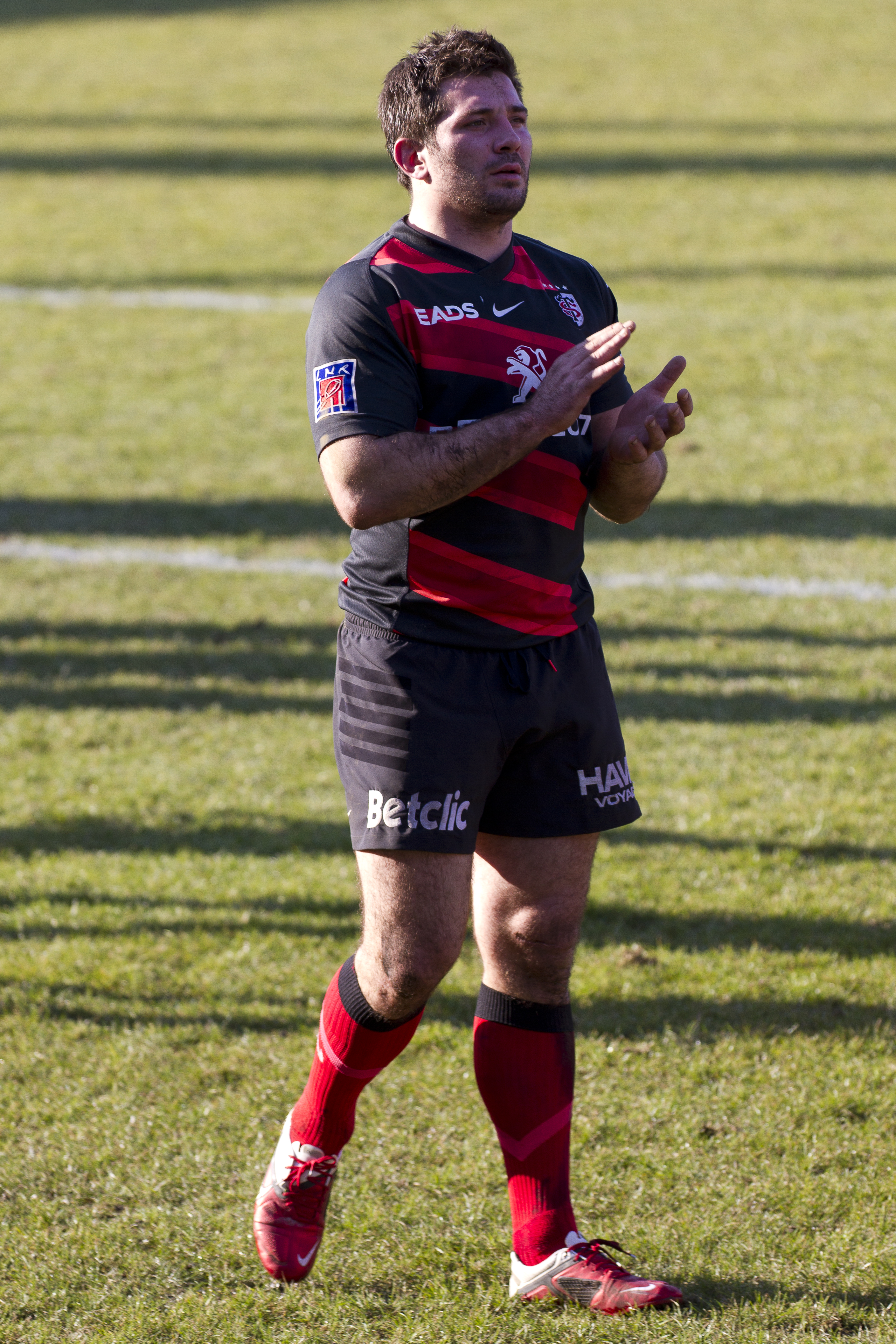
Florian Fritz avec le Stade toulousain en 2012.

Pendant la saison 2009-2010, il participe à 26 matchs de Top 14 dont 21 en tant que titulaire et à tous les matchs de Coupe d'Europe. Lors de la finale de la H-cup contre le Biarritz olympique, il inscrit une pénalité de 55 m à la vingtième minute ainsi qu'un drop à la trente-septième minute. Pour David Skrela, cette « pénalité [leur] permet de revenir. Cela fait un bon moment qu'il s'entraîne dur pour buter. »
Le 15 janvier 2011 Florian Fritz honore sa 50e cape en H-Cup dont 45 avec Toulouse et 5 avec Bourgoin. Le week-end suivant, il est exclu du match de H-Cup opposant les London Wasps au Stade toulousain pour un plaquage dangereux, en sortant du terrain il fait un doigt d'honneur au public anglais. À la suite de son carton rouge, il écope d'une suspension de trois semaines ainsi que d'une amende de 15 000 euros pour son mauvais geste.
Florian Fritz ne fait pas partie du premier groupe de l'ère Saint-André pour le Tournoi des Six Nations 2012, mais à la suite d'une blessure de Vincent Clerc durant le Crunch, il se voit rappelé dans le XV de France. Il est associé à Aurélien Rougerie pour le dernier match de l'équipe dans le tournoi face au favori de la compétition et prétendant au grand chelem : le pays de Galles. Il signe d'ailleurs un beau retour sous le maillot tricolore puisqu'il est élu homme du match. Il est par la suite régulièrement utilisé par Philippe Saint-André, qui l'associe à Wesley Fofana ou Mathieu Bastareaud.
Cependant, le 27 décembre 2013, Florian Fritz a un accident de moto en se rendant à l'entraînement et devient indisponible pour quelques mois. Il manque ainsi le Tournoi des Six Nations 2014 et n'est finalement plus appelé en équipe de France par le sélectionneur.
À partir de la saison 2014-2015, il est à plusieurs reprises capitaine du Stade toulousain. En 2017, après la fin de carrière de Thierry Dusautoir, Iosefa Tekori est nommé capitaine du Stade toulousain par Ugo Mola et son staff mais c'est finalement Florian Fritz qui est le plus souvent capitaine de l'équipe, notamment lors des matches où Tekori et Fritz sont tous les deux titulaires.
En 2018, il décide de mettre un terme à sa carrière après quatorze saisons passées au Stade toulousain. En Rouge et Noir, il a soulevé trois Boucliers de Brennus (2008, 2011 et 2012) et deux Coupes d'Europe (2005 et 2010), et compte par ailleurs 34 sélections en équipe de France.

## Statistiques

### Tournoi des Six Nations
| Édition          | Rang | Résultats France | Résultats Fritz | Matchs Fritz |
| Six Nations 2006 | 1    | 4 v, 0 n, 1 d    | 4 v, 0 n, 1 d   | 5/5          |
| Six Nations 2007 | 1    | 4 v, 0 n, 1 d    | 1 v, 0 n, 0 d   | 1/5          |
| Six Nations 2009 | 3    | 3 v, 0 n, 2 d    | 1 v, 0 n, 2 d   | 3/5          |
| Six Nations 2012 | 4    | 2 v, 1 n, 2 d    | 0 v, 0 n, 1 d   | 1/5          |
| Six Nations 2013 | 6    | 1 v, 1 n, 3 d    | 0 v, 1 n, 3 d   | 4/5          |

Légende : v = victoire ; n = match nul ; d = défaite ; la ligne est en gras quand il y a Grand Chelem.

## Palmarès

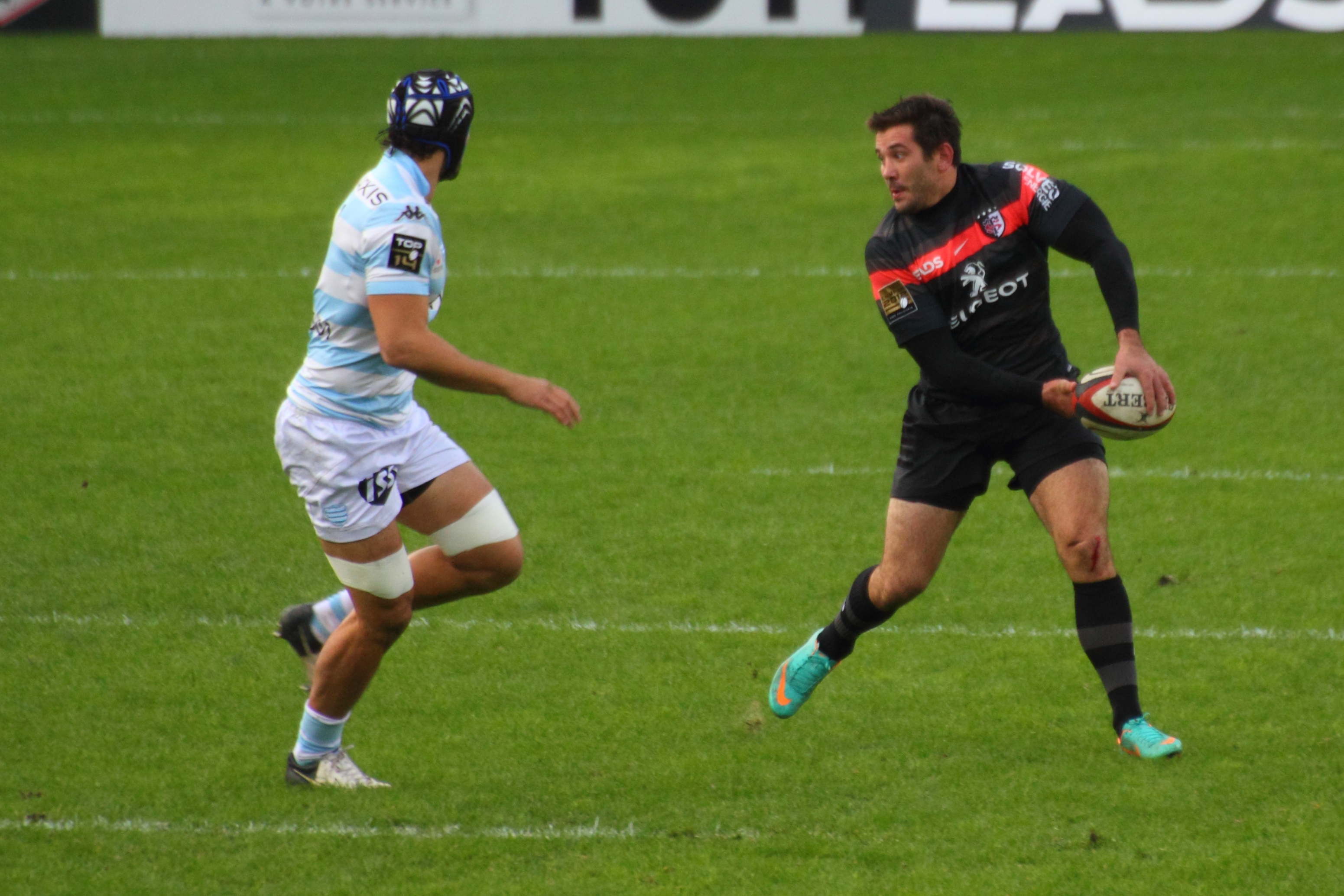
Florian Fritz en pleine action avec le Stade toulousain en 2012.

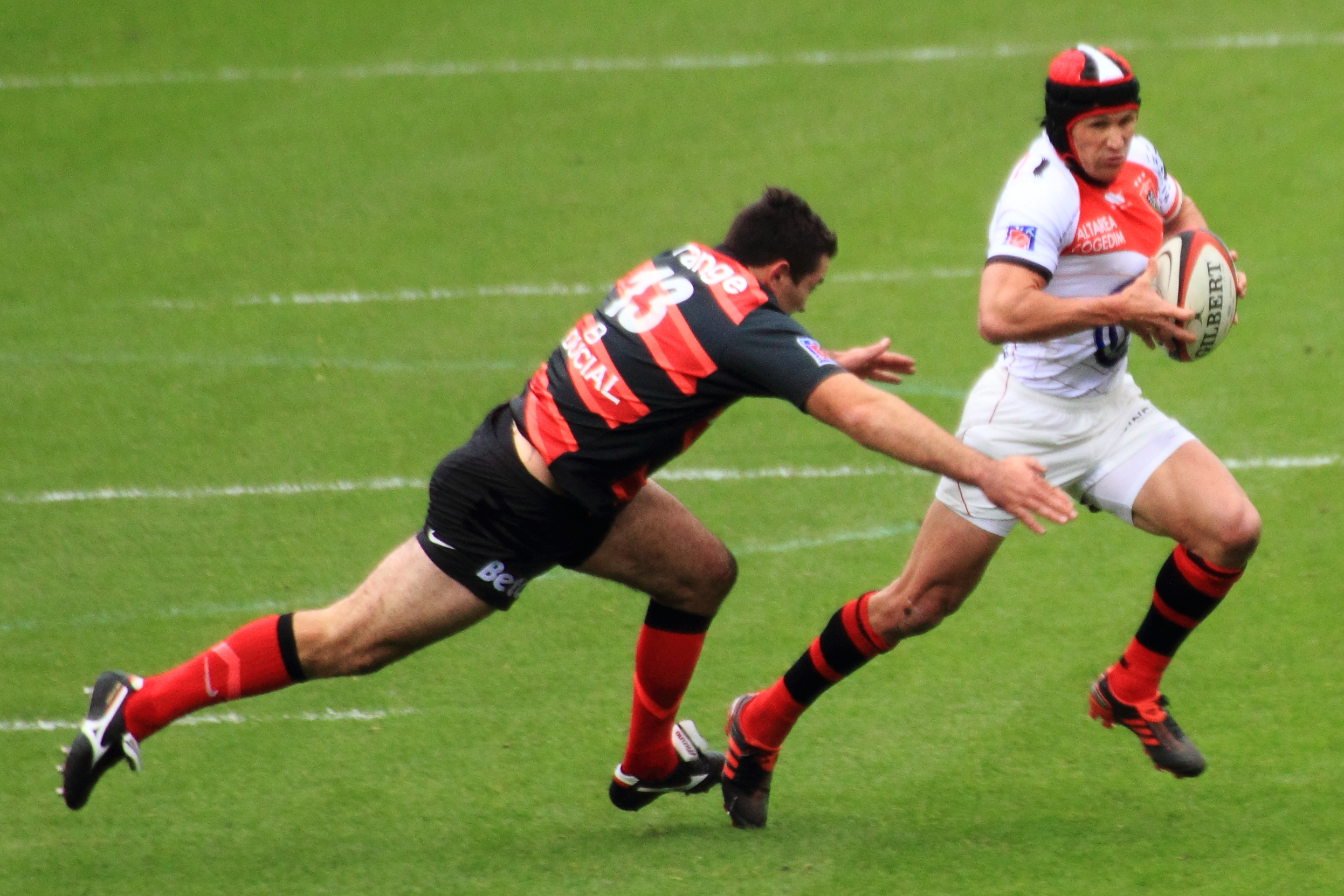
Florian Fritz au plaquage sur Matt Giteau avec le Stade toulousain en 2011.

### En club
Avec le Stade Toulousain
- Championnat de France de rugby à XV :
  - Vainqueur (3) : 2008, 2011 et 2012
  - Finaliste (1) : 2006
- coupe d'Europe : 
  - Vainqueur (2) : 2005 et 2010

Avec Bourgoin
- Challenge Sud Radio :
  - Finaliste (1) : 2003

### En équipe nationale
(À jour au 12 mai 2014)
- 34 sélections en équipe de France depuis 2005 : 3 en 2005, 9 en 2006, 1 en 2007, 5 en 2009, 1 en 2010, 6 en 2012 ; 9 en 2013
- 3 essais, 3 drops (24 points) ;
- Tournois des Six Nations disputés : 2006, 2007, 2009, 2012, 2013 ;
- Vainqueur du Tournoi des Six Nations : 
  - 2006 : 5 sélections, contre l'Écosse, l'Irlande, l'Angleterre, pays de Galles, et l'Italie ;
  - 2007 : 1 sélection contre l'Italie.

### Personnel
- Élu meilleure révélation de la saison[21] : 2005
- Oscars du Midi olympique :  Oscar d'argent 2006
- Élu meilleur joueur international à la nuit du rugby[22] : 2006
- 200e match de championnat de France à l'occasion du match Union-Bordeaux-Bègles – Stade toulousain le 23/03/2012

## Activité en dehors du rugby
À la suite d'une sollicitation de David Berty, il participe, avec Grégory Lamboley, Clément Poitrenaud et Vincent Clerc, à une séance de photographies et dédicaces du calendrier du XV de France, dont les bénéfices sont reversés à l'association française des sclérosés en plaques.